# E.L. James
Erika Leonard, geboren als Erika Mitchell, (Londen, 7 maart 1963) is een Brits schrijfster die bekend werd met haar erotische romantrilogie Fifty Shades of Grey (in het Nederlands vertaald als Vijftig tinten grijs), die ze schreef onder het pseudoniem E.L. James en waarvan er wereldwijd al 65 miljoen zijn verkocht waarvan 1,7 miljoen in Nederland (stand december 2012). Ze begon pas in 2009 met schrijven, toen ze de website FanFiction.net ontdekte, waar ze onder de naam Snowqueen's Icedragon schreef.
Leonard woont in Londen, met haar man en twee zoons. Voordat ze succes met schrijven had, werkte ze bij een televisiezender in Londen.

## Prijzen
- 2012, Time 100, door Time, genoemd bij de 100 meest invloedrijke mensen in de wereld[2]
- 2012, Publishers Weekly, publicist van het jaar[3]
- 2012, National Book Award (UK), Populair fictieboek van het jaar, voor Fifty Shades of Grey[4]
- 2012, National Book Award (UK), Boek van het jaar, voor Fifty Shades of Grey